# Pseudolimnophila chikurina
Pseudolimnophila chikurina är en tvåvingeart som beskrevs av Alexander 1930. Pseudolimnophila chikurina ingår i släktet Pseudolimnophila och familjen småharkrankar.
Artens utbredningsområde är Taiwan. Inga underarter finns listade i Catalogue of Life.